# Metroxylon
Genre
Classification phylogénétique
Espèces de rang inférieur
- Voir le texte

Metroxylon est un genre de la famille des Arecaceae (Palmiers), comprenant des espèces natives de l'archipel des Moluques.
Certaines espèces sont connues sous le nom de sagoutier.

## Classification
- Sous-famille des Calamoideae
  - Tribu des Calameae
    - Sous-tribu des Metroxylinae

## Espèces
- Metroxylon amicarum (H.Wendl.) Hook.f.
- Metroxylon paulcoxii McClatchey
- Metroxylon sagu Rottb. – Sagoutier
- Metroxylon salomonense (Warb.) Becc. – Salomon Palm
- Metroxylon upoluense Becc.
- Metroxylon vitiense (H.Wendl.) Hook.f. – Viti Palm
- Metroxylon warburgii (Heimerl) Becc.

## Liens externes

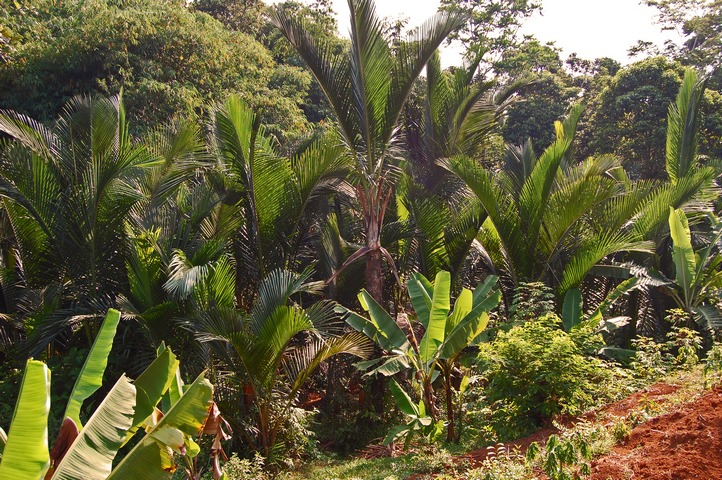
Metroxylon sagu